# Bosaro
Bosaro település Olaszországban, Veneto régióban, Rovigo megyében. Lakosainak száma 1427 fő (2023. január 1.). Bosaro Guarda Veneta, Polesella, Pontecchio Polesine, Rovigo és Arquà Polesine községekkel határos.

## Népesség
A település népességének változása:
| Lakosok száma | 1467 | 1486 | 1427 |
|               | 2017 | 2018 | 2023 |